# Gisela Uhlen
Gisela Uhlen, född 16 maj 1919 i Leipzig, död 16 januari 2007 i Köln, var en tysk skådespelare. Under 1930-talet studerade hon dans och drama och filmdebuterade 1936 med en huvudroll i Annemarie (svensk titel Ungdom). Skådespelaren Heinrich George förde henne 1938 till Schillertheater i Berlin och hon kom att göra flera stora filmroller i tysk film under 1940-talets början. Vissa av filmerna så som Die Rothschilds och Ohm Krüger var starkt nazistiskt propagandistiska, men Uhlen själv blev aldrig medlem i NSDAP. Detta gjorde att hon efter andra världskrigets slut kunde få arbetstillstånd av Allierade kontrollrådet utan större problem. Uhlen arbetade fram till 2000-talet som skådespelare, under sina sista år nästan enbart inom TV.
Uhlen var gift sex gånger, bland annat med Hans Bertram.

## Filmografi
- 1936 – Ungdom
- 1940 – Den ofullkomliga kärleken
- 1941 – Ohm Krüger
- 1942 – Rembrandt - målaren och hans modeller
- 1950 – Fallande stjärnor
- 1962 – Die Tür mit den 7 Schlössern
- 1979 – Maria Brauns äktenskap
- 1991 – Totos bedrifter